# Državna cesta D213
D213 je državna cesta u Hrvatskoj. Ukupna duljina iznosi 26,7 km.